# Bilanzstichtag
Der Bilanzstichtag ist im Rechnungswesen der letzte Tag des Wirtschaftsjahres, zu dem turnusmäßig ein Jahresabschluss von Unternehmen aufgestellt wird und auf den sich die Bilanz bezieht.

## Allgemeines
Die Schlussbilanz schließt die laufende gewerbliche Tätigkeit eines Unternehmens ab (§ 242 Abs. 1 HGB). Dieser Abschluss umfasst die vollständige Zusammenfassung aller Zahlen der Buchführung zum Ende des Geschäftsjahres einschließlich der unternehmerischen Entscheidungen über Bilanzierungswahlrechte und Bewertungsfragen. Der Zeitpunkt, zu dem diese bilanziellen Maßnahmen – auch rückwirkend – durchgeführt werden, heißt Bilanz- oder Abschlussstichtag. Die eigentliche Wahrnehmung der Bilanzierungswahlrechte und Bewertungsfragen wird meist nach dem Bilanzstichtag erfolgen, muss jedoch die zu diesem Zeitpunkt geltenden Daten rückwirkend berücksichtigen. Zweck des Bilanzstichtags ist die periodengerechte Ermittlung des Periodenerfolgs, wodurch auch ein Zeitreihenvergleich mehrerer aufeinander folgender Jahresabschlüsse ermöglicht wird. Damit ist die Bilanz eine stichtagsbezogene Momentaufnahme, während die Gewinn- und Verlustrechnung den Zeitraum des gesamten Geschäftsjahres bis zum Bilanzstichtag erfasst.

## Theoretische Zusammenhänge und Grundlagen
Der Kaufmann hat zu Beginn seines Handelsgewerbes und für den Schluss eines jeden Geschäftsjahrs einen das Verhältnis seines Vermögens und seiner Schulden darstellenden Abschluss (Eröffnungsbilanz, Bilanz) aufzustellen (§ 242 Abs. 1 HGB). Ergänzend hierzu sind die Objektivierungs- und Vereinfachungsprinzipien des Handelsrechts zu beachten. Zu diesen gehört unter anderem das Stichtagsprinzip nach § 252 Abs. 1 Nr. 3 HGB, das neben der Periodisierungsfunktion zu einer Minderung der Ermessensspielräume beitragen soll und das Abgrenzungsprinzip zur Folge hat.

### Stichtagsprinzip
Das Stichtagsprinzip besagt, dass sämtliche am Abschlussstichtag vorhandenen Wirtschaftsgüter – und nur diese – zu bilanzieren und zu bewerten sind. Hierbei sind die Wertverhältnisse zum Abschlussstichtag zugrunde zu legen. Vorgänge, die sich nach dem Bilanzstichtag ereignen und andere Vermögens- oder Wertverhältnisse verursachen (ansatz- oder wertändernde Tatsachen), dürfen nicht berücksichtigt werden.
Das Gesetz verlangt hierzu die Bewertung „zum Abschlussstichtag“ (§ 252 Abs. 1 Nr. 3 HGB, § 201 Abs. 2 Z. 3 UGB), wobei sogenannte „werterhellende“ Tatsachen zu berücksichtigen sind (§ 252 Abs. 1 Nr. 4 HGB).
Dies sind solche Informationen, welche nach dem Bilanzstichtag, aber vor der Bilanzaufstellung über die objektiven Verhältnisse am Bilanzstichtag gewonnen werden. Dies betrifft nicht nur – wie § 252 Abs. 1 Nr. 4 1. Halbsatz HGB vermuten lassen könnte – Umstände, die ein Risiko begründen oder erhöhen, sondern auch entlastende, die die Möglichkeit eines Verlustes mindern oder entfallen lassen.
Sogenannte „wertbegründende“ Tatsachen sind nicht im Jahresabschluss zu berücksichtigen. Dies sind Tatsachen, welche erst nach dem Bilanzstichtag und vor der Bilanzerstellung entstanden sind und damit eben nicht zum Bilanzstichtag vorlagen.

### Abgrenzungsprinzip
Geschäfte, Chancen und Risiken, Erträge und Aufwendungen, Vermögen und Schulden werden nicht am Bilanzstichtag beendet, sondern bestehen darüber hinaus fort. Aus dieser Perspektive bildet der Bilanzstichtag eine künstliche Zäsur in laufende Geschäfte. Für die erfolgsrechnerische Berücksichtigung ist deshalb die Zugehörigkeit des Ertrages oder Aufwandes zu einer bestimmten Abrechnungsperiode maßgeblich. Nach § 252 Abs. 1 Nr. 5 HGB müssen Aufwendungen und Erträge des Geschäftsjahres unabhängig vom Zahlungszeitpunkt im Jahresabschluss berücksichtigt werden. Die Bilanzpositionen „aktive und passive Rechnungsabgrenzung“ (§ 266 Abs. 2 C bzw. Abs. 3 D HGB) weisen in diesem Zusammenhang darauf hin, dass der Bilanzstichtag in laufende Geschäfte eingreift und deshalb Werte der zutreffenden Rechnungsperiode verursachungsgerecht zuzuordnen sind, um den richtigen Periodenerfolg ermitteln zu können. Diese Bilanzpositionen sind deshalb das Mittel zur Durchsetzung des Abgrenzungsprinzips. Das Abgrenzungsprinzip erfordert zudem bei Rückstellungen einerseits, dass die ungewisse Verbindlichkeit vor dem Bilanzstichtag entstanden sein muss und andererseits eine möglichst zutreffende Schätzung des Erfüllungsaufwands vorzunehmen ist. Nach der subjektiven Theorie des BFH ist eine Bilanz dann richtig aufgestellt, wenn sie den im Zeitpunkt ihrer Aufstellung bestehenden Erkenntnismöglichkeiten über die am Bilanzstichtag objektiv gegebenen tatsächlichen und rechtlichen Verhältnisse entspricht.

## Wahl des Bilanzstichtags
Der Bilanzstichtag muss nicht mit dem Ende des Kalenderjahres (31. Dezember) übereinstimmen, dieses wird jedoch in Deutschland und weltweit überwiegend als Bilanzstichtag gewählt. Das Gesetz verlangt lediglich, dass das Geschäftsjahr höchstens einen Zeitraum von 12 Monaten umfasst (§ 240 Abs. 2 S. 2 HGB). Ein Rumpfgeschäftsjahr darf kürzer, aber nicht länger als 12 Monate dauern (§ 240 Abs. 2 Satz 2 HGB). Deshalb darf jeder Tag des Jahres als Bilanzstichtag ausgewählt werden. Dann handelt es sich um ein vom Kalenderjahr „abweichendes Geschäftsjahr“, das branchenabhängig gewählt werden kann, um etwa saisontypische Entwicklungen bilanziell zu erfassen. Es kann dann zweckmäßig sein, einen Bilanzstichtag zu wählen, der auf einen die Saisonspitze berücksichtigenden Zeitpunkt fällt, an dem die Lagerbestände weitgehend abgebaut sind. Der einmal gewählte Bilanzstichtag muss allerdings in der Regel wegen des Grundsatzes der Bilanzkontinuität beibehalten werden, nach § 252 Abs. 1 Nr. 1 HGB muss die Eröffnungsbilanz mit der Schlussbilanz des Vorjahres übereinstimmen. Ausnahmen sind etwa zulässig bei der Anpassung verschiedener Bilanzstichtage im Konzern.

## Bilanzstichtag im Konzern
Der Konzernabschluss ist auf den Bilanzstichtag des Jahresabschlusses des Mutterunternehmens aufzustellen (§ 299 Abs. 1 HGB), die Jahresabschlüsse der in den Konzernabschluss einbezogenen Konzernunternehmen sollen auf den Stichtag des Konzernabschlusses aufgestellt werden. Während Bilanzstichtag von Konzern und Mutterunternehmen zwingend identisch sein müssen, braucht dies bei den konsolidierten Tochtergesellschaften nicht der Fall zu sein. Liegt jedoch der Abschlussstichtag eines Konzernunternehmens um mehr als drei Monate vor dem Stichtag des Konzernabschlusses, so ist dieses Unternehmen auf Grund eines auf den Stichtag und den Zeitraum des Konzernabschlusses aufgestellten Zwischenabschlusses in den Konzernabschluss einzubeziehen (§ 299 Abs. 2 HGB).

## Bilanzaufstellung
Bilanzstichtag und Bilanzaufstellung dürfen nicht verwechselt werden. Die Bilanzerstellung oder Aufstellung der Bilanz erfolgt meist nach dem Bilanzstichtag und berücksichtigt die Jahresabschlussbuchungen, Bilanzierungswahlrechte, Bewertung und die „wertaufhellenden“ Tatsachen, die erst nach dem Bilanzstichtag eingetreten sind. Diese Arbeiten zur Bilanzaufstellung erfordern oft einen Zeitraum von Wochen und Monaten, meist abhängig von der Größe des Unternehmens oder dessen Komplexität. Allerdings steht den Unternehmen nicht unbegrenzt Zeit für die Bilanzaufstellung zur Verfügung. Kapitalgesellschaften haben nach § 264 Abs. 1 Satz 3 HGB den Jahresabschluss und Lagebericht in den ersten drei Monaten des Geschäftsjahres für das vorangegangene Geschäftsjahr aufzustellen, kleinen Kapitalgesellschaften und Personenhandelsgesellschaften wurde ein Zeitraum von 6 Monaten gewährt (§ 264 Abs. 1 Satz 4 HGB). Dieser Zeitraum wird vom Bilanzstichtag an berechnet. Die Aufstellung des Jahresabschlusses zum rückwirkenden Bilanzstichtag gehört in die Kompetenz von Vorstand und Geschäftsführung, die ihn nach § 245 HGB zu unterzeichnen haben.

## Besonderheiten

### Inventur
Der Bilanzstichtag erfordert zwingend eine Inventur. Das Gesetz geht deshalb nach § 240 Abs. 1 und 2 HGB davon aus, dass Bilanzstichtag und Inventurstichtag übereinstimmen (Stichtagsinventur). Die Inventur braucht jedoch weder handelsrechtlich noch steuerrechtlich (R 5.4 EStR) synchron zum Bilanzstichtag vorgenommen zu werden, muss allerdings höchstens 10 Tage vor oder nach dem Abschlussstichtag erfolgt sein. Dabei muss sichergestellt werden, dass eine Vor- oder Rückrechnung auf den genauen Bestand am Abschlussstichtag möglich ist. Die genaueste Methode zur Vermeidung von Inventurmängeln ist die Bilanzstichtagsinventur. Anstelle der Bilanzstichtagsinventur können ersatzweise so genannte Wertnachweisverfahren gewählt werden.

### Sonstige Besonderheiten
Der Bilanzstichtag ist für eine Vielzahl anderer bilanzieller Entscheidungen maßgebend.
- So hat der BFH zum Problem der so genannten phasengleichen Aktivierung von Dividendenansprüchen entschieden, dass eine Kapitalgesellschaft, „die mehrheitlich an einer anderen Kapitalgesellschaft beteiligt ist, Dividendenansprüche aus einer zum Bilanzstichtag noch nicht beschlossenen Gewinnverwendung grundsätzlich nicht aktivieren“ kann.[7] Tochtergesellschaften müssen demnach über die Gewinnverwendung bis zum Bilanzstichtag ihrer Muttergesellschaft entschieden haben.
- Gleichsam sind aber Ergebnisse von Beteiligungen an Personengesellschaften entsprechend der Spiegelbildtheorie phasengleich zu berücksichtigen.
- Als schwebendes Geschäft ist ein gegenseitiges Vertragsverhältnis zu behandeln, das zum Bilanzstichtag noch auf einen gegenseitigen Leistungsaustausch gerichtet ist. Dies ist regelmäßig der Fall, wenn beide Vertragspartner am Bilanzstichtag mit der Erfüllung ihrer vertraglichen Verpflichtung noch nicht begonnen oder einer oder beide Vertragspartner sie erst teilweise erfüllt haben.[8] Für Abgrenzungsfragen ist am Bilanzstichtag zu entscheiden, ob und inwieweit schwebende Geschäfte bilanziell zu erfassen sind.
- Wie der Umstand der (teilweisen) Erfüllung einer Forderung nach dem Bilanzstichtag[9] kann daher der spätere Wegfall eines Risikos aus einem Avalkredit dessen Bilanzwert bereits zum Bilanzstichtag aufhellen.[10] Dabei handelt es sich nicht um einen bloßen „wertbeeinflussenden“ oder „wertbegründenden“ Umstand des nachfolgenden Geschäftsjahres.[11] Für die „aufhellende“ Bewertung der auszuweisenden Bilanzpositionen ist das Ende der Bilanzerstellung und damit der Tag maßgebend, an dem der Abschluss durch das hierfür zuständige Organ unterzeichnet wird.[12] Die IFRS kennen zwar explizit kein derartiges Stichtagsprinzip, doch ergibt es sich aus zahlreichen Einzelvorschriften.[13]